# Am Sonntag will mein Süßer mit mir segeln geh’n
Am Sonntag will mein Süßer mit mir segeln geh’n ist ein deutscher Schlager aus dem Jahr 1929. Der Text stammt von Robert Gilbert, die Musik von Anton Profes.

## Inhalt
In drei Strophen mit Refrain werden die Träume berufstätiger Frauen von einem gelungenen Wochenende mit dem Geliebten geschildert. In der ersten Strophe ist es das Fräulein Josephin’, das träumend an der Schreibmaschine sitzt und deren Vorgesetzter plötzlich ein Blatt aus der Maschine zieht, auf dem geschrieben steht, was am Sonntag geschehen soll, „sofern die Winde weh’n“. In der zweiten Strophe will die Schulrätin Kraus ihrem Dienstmädchen Minna den sonntäglichen Ausgang verbieten, woraufhin diese heulend erklärt, keine zehn Pferde könnten sie zurückhalten, denn am Sonntag wolle ihr Süßer mit ihr segeln gehen. In der dritten Strophe wird verallgemeinert: „Allen Mädchen geht es so […]“ – sie wollen am Sonntag die Zweisamkeit mit ihrem „Seemann“ genießen, denn „das wär' doch schön“.

## Geschichte
Frühe Aufnahmen des Foxtrotts stammen etwa von Dajos Béla (1929), Erwin Bolt (1929), Paul Godwin und Heinz Wernicke (1929), dem Karkoff-Orchester (ein Sammelpseudonym, hinter dem sich in diesem Fall vermutlich Efim Schachmeister und seine Musiker verbargen), von Barnabás von Géczy und seinem Orchester (1929) und von Raimund Gessner als Sänger des Orchesters Eddy Walis (1929). Mit einer Frauen- und einer Männerstimme wurde das Lied bei Tri-Ergon Photo-Electro-Records aufgenommen;  Sina Lenora sang hier mit Harry Jacksons Tanz-Orchester.
Schon 1929 wurde eine Abwandlung des Schlagers verbreitet, in der die dritte Strophe gegen eine andere ausgetauscht worden war: Nun war es ein blonder Herr in der Eldorado-Bar, der von seinem Süßen träumte, dem er „bei Abendrot das Abendbrot auf dem Segelboot“ bereiten wollte. Eine Aufnahme dieser Version des Liedes mit dem Tenor Theo Lucas und dem Pianisten Karl Rockstroh wurde im Vox-Haus gemacht.
1961 wurde der Schlager als Filmmusik für den gleichnamigen Film mit Harald Juhnke und Vivi Bach genutzt. Dabei wurde eine Aufnahme von Dany Mann mit der Old Merry Tale Jazzband verwendet. Diese Version erreichte im Jahr 1961 Platz vier der deutschen Singlecharts und hielt sich drei Monate in den Top 10 sowie sechs Monate in der Hitparade. Es existiert auch eine Aufnahme mit Wencke Myhre aus dem Jahr 1969. Ferner gibt es auch eine Beatles-Aufnahme auf den Private Tapes 1.